# 北村左吉

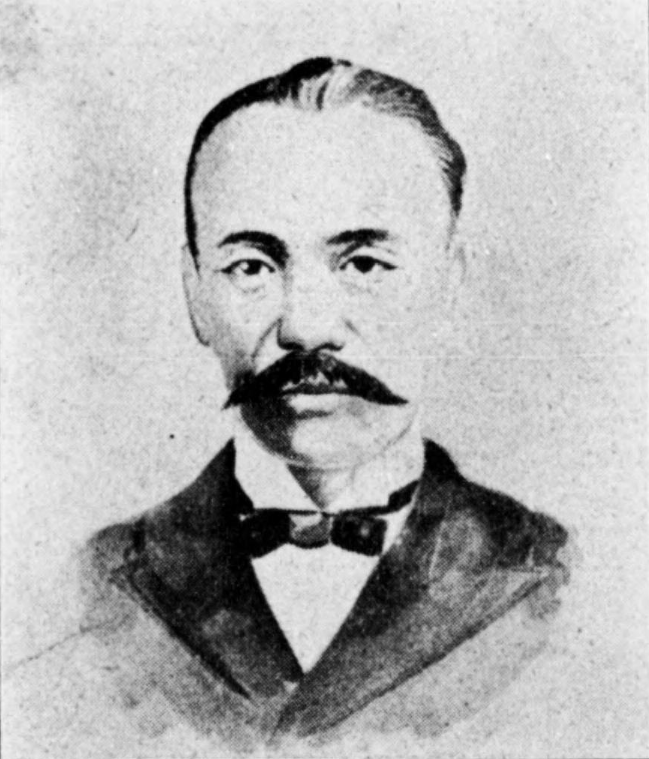
北村左吉

北村 左吉（きたむら さきち、嘉永7年10月13日（1854年12月2日） - 大正10年（1921年）5月25日）は、日本の衆議院議員（立憲政友会）、弁護士。

## 経歴
加賀藩士・北村庄五郎の長男として生まれる。1877年（明治10年）、堺に移り、翌年に代言人免許を得て開業した。堺代言人組合長、大阪代言人組合副会長、大阪弁護士会副会長を歴任。また自由民権運動に参加し、古沢滋・菊池侃二らとともに立憲政党を組織し、『日本立憲政党新聞』（のちの『大阪毎日新聞』）を刊行した。大阪事件の際には被告たちの弁護を担当した。1887年（明治20年）、大阪府会議員に選ばれ、1901年（明治34年）には堺市会議員、同参事会員に選出された。
1902年（明治35年）、第7回衆議院議員総選挙で当選。第8回、第9回でも再選を果たした。
1917年（大正6年）、堺市実業学校調査委員に選ばれ、堺市立商業学校の創設に尽力した。また堺市教育会長を務めた。